# Пожар на фабрике «Трайангл»

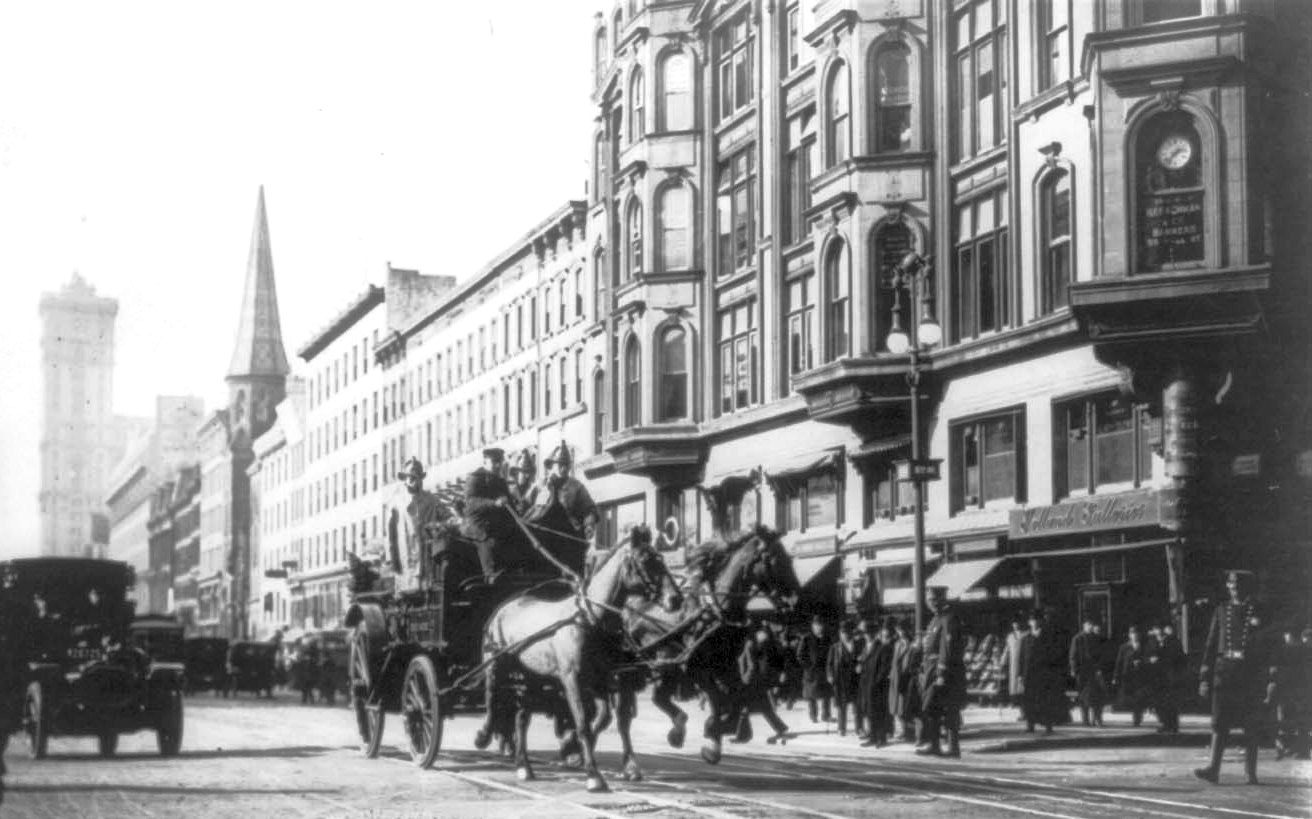
Бригады пожарных на конных упряжках спешат на тушение пожара

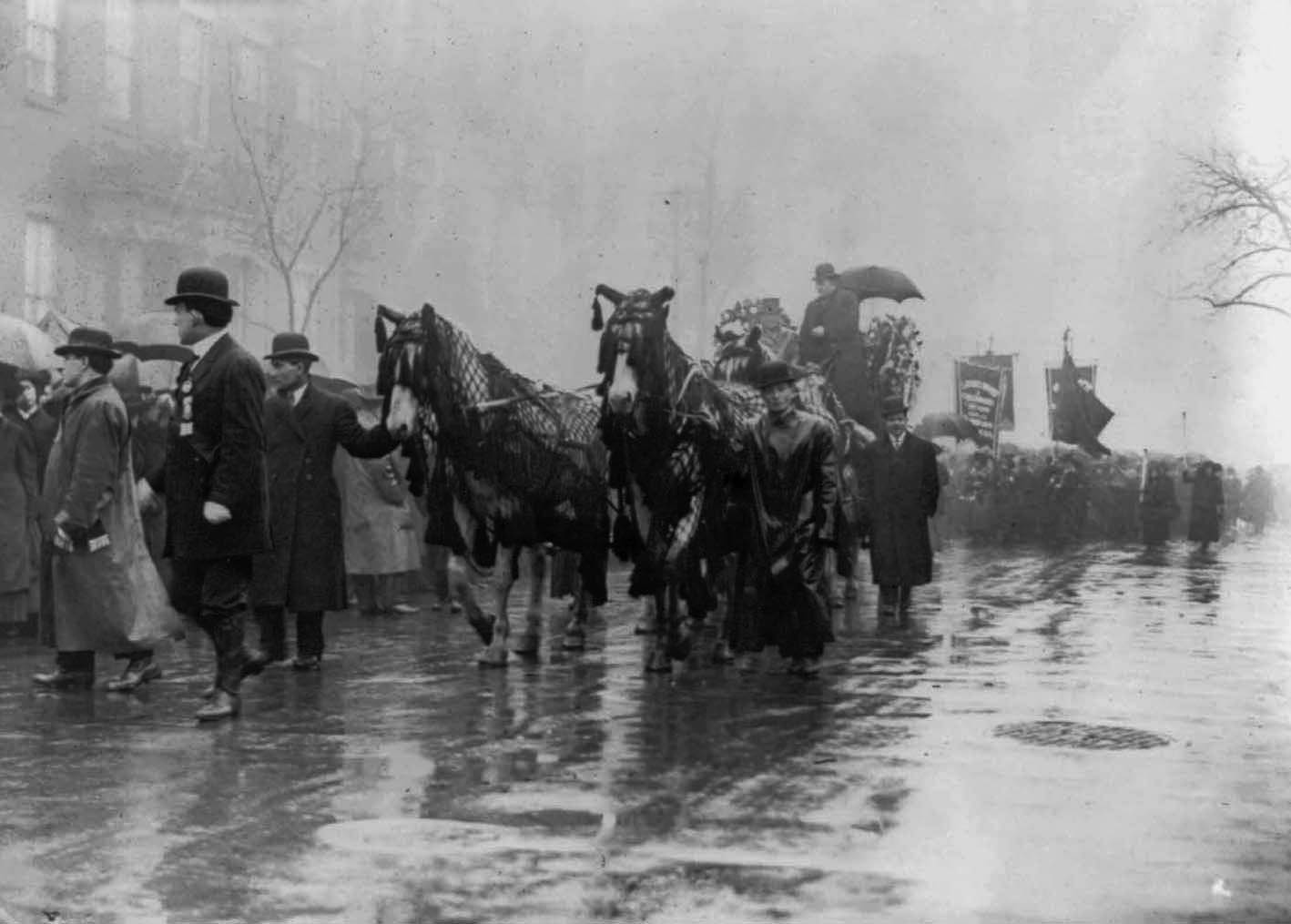
Траурная процессия в память погибших, 1911 год

Пожар на фабрике «Трайангл» (англ. Triangle Shirtwaist Factory fire) в Нью-Йорке 25 марта 1911 года — крупнейшая производственная катастрофа города. Погибло 146 рабочих фабрики, из них 123 женщины.

## Фабрика
Швейная фабрика «Трайангл» (Triangle Shirtwaist Factory) занимала 8-й, 9-й и 10-й этажи здания Аш-Билдинг (ныне Brown Building of Science в составе Нью-Йоркского университета) на Манхэттене в Нью-Йорке, США. Предприятие принадлежало Максу Бланку и Айзеу Харрису. Фабрика производила женские блузки (shirtwaist), на ней работало около полутысячи человек, большинство из которых — молодые иммигрантки (восточноевропейские еврейки, итальянки и ирландки 16-23 лет), работавшие 9 часов по будням и 7 часов по субботам.

## Пожар
Пожар начался на восьмом этаже здания вечером в субботу 25 марта 1911 года. Почти сразу выходы из здания оказались заблокированы, хотя часть находившихся в здании людей (включая хозяев предприятия) сумела выбраться на крышу, а некоторым удалось спуститься на работавших лифтах: лифтёры Джозеф Зито и Гаспар Мортиллало трижды возвращались, чтобы спасти рабочих. Однако подняться очередной раз не удалось из-за людей, бросившихся на крышу кабины лифта: люди открывали двери шахты и спрыгивали вниз.
Многие выпрыгивали из окон, так погибли 62 человека. Двое спрыгнувших были живы спустя час после падения. Другие рабочие оставались в горящем здании.
Пожарная команда приехала быстро, но потушить пожар оказалось непросто из-за высоко расположенных горящих этажей, до которых не доставали пожарные лестницы.
Общее число погибших, по современным сведениям, составило 146 человек. 23 из них были мужчины.

## Последствия
На похороны рабочих пришли около 300 000 человек. Призывы почтить погибших распространялись в листовках на идише, английском и итальянском языках. На митинге памяти погибших 2 апреля 1911 года в Метрополитен-опера активистка социалистического, профсоюзного и женского движения Роза Шнейдерман выступила с речью, в которой указывала, что только организованное рабочее движение, требующее строгого соблюдения условий труда, может предотвратить подобные трагедии.
Спасшиеся владельцы фабрики предстали перед судом по обвинению в том, что двери фабрики были заперты. В 1913 году суд обязал выплатить родственникам погибших по 75 долларов (для сравнения, страховая компания выплатила владельцам сумму $60 000, дающую 400 долларов при делении на число погибших). Бланк впоследствии ещё раз был обвинён в том, что и после трагического пожара продолжил запирать дверь фабрики, и был оштрафован на 20 долларов.
В Нью-Йорке был создан Комитет по расследованию на фабриках для проверки и принятия превентивных мер во избежание пожаров и эпидемий. Также в 1911 году было создано Американское общество инженеров безопасности — первое в мире общество по безопасности на предприятиях. Комитет общественной безопасности под началом социальной работницы Фрэнсис Перкинс добился принятия «закона о 54 часах», ограничивавшего рабочую неделю. Активизировались профсоюзы и женские общества, в особенности Межнациональный профсоюз дамских портных (International Ladies' Garment Workers' Union).